# Naum Prokupets
Naum Prokupets (Basarabeasca, URSS, 20 de marzo de 1948) es un deportista soviético que compitió en piragüismo en la modalidad de aguas tranquilas. 
Participó en los Juegos Olímpicos de México 1968, obteniendo una medalla de bronce en la prueba de C2 1000 m. Ganó una medalla en el Campeonato Mundial de Piragüismo de 1971, y dos medallas en el Campeonato Europeo de Piragüismo en los años 1967 y 1969.

## Palmarés internacional
| Juegos Olímpicos   | Juegos Olímpicos          | Juegos Olímpicos  | Juegos Olímpicos |
| Año                | Lugar                     | Medalla           | Evento           |
| ------------------ | ------------------------- | ----------------- | ---------------- |
| 1968               | Ciudad de México (México) | Medalla de bronce | C2 1000 m        |
| Campeonato Mundial |                           |                   |                  |
| Año                | Lugar                     | Medalla           | Evento           |
| 1971               | Belgrado (Yugoslavia)     | Medalla de oro    | C2 10 000 m      |
| Campeonato Europeo |                           |                   |                  |
| Año                | Lugar                     | Medalla           | Evento           |
| 1967               | Duisburgo (RFA)           | Medalla de bronce | C1 10 000 m      |
| 1969               | Moscú (URSS)              | Medalla de plata  | C2 10 000 m      |